# Xã Madison, Quận Clinton, Indiana
Xã Madison (tiếng Anh: Madison Township) là một xã thuộc quận Clinton, tiểu bang Indiana, Hoa Kỳ. Năm 2010, dân số của xã này là 2.079 người.